# Zenon Ciesielski
Zenon Józef Ciesielski (ur. 13 października 1931 w Jarocinie) – skandynawista, profesor Uniwersytetu Gdańskiego i Szkoły Wyższej Psychologii Społecznej w Warszawie. Założyciel katedry skandynawistyki na Uniwersytecie Gdańskim, autor ok. 150 publikacji naukowych i 8 książek.

## Życiorys
Dzieciństwo (1932–1939) spędził w Cieszynie. W czasie II wojny światowej przebywał w Jarocinie i uczęszczał do szkoły niemieckiej dla dzieci polskich, a w 1944 skierowany został do pracy u gospodarza niemieckiego.
Po wojnie, w latach 1945–1951 uczył się w Państwowym Gimnazjum i Liceum im. T. Kościuszki w Jarocinie, a następnie studiował filologię polską na Uniwersytecie im. Adama Mickiewicza w Poznaniu w latach 1951–1955. Jest uczniem prof. Zygmunta Szweykowskiego.
Po studiach otrzymał nakaz pracy do Zasadniczej Szkole Mechanizacji Rolnictwa we Wschowie. Następnie, w latach 1956–1961 pracował w Bibliotece Głównej Politechniki Gdańskiej. W 1961 r. przeszedł do pracy w Katedrze Historii Literatury Wyższej Szkoły Pedagogicznej w Gdańsku, która to uczelnia w 1970 r. weszła w skład utworzonego wówczas Uniwersytetu Gdańskiego.
Doktoryzował się w 1967, a habilitował w 1983 r. W 1973 r. został docentem, a w 1991 r. profesorem tytularnym Uniwersytetu Gdańskiego. W 1970 r. zorganizował w Uniwersytecie Gdańskim Zakład Języków i Kultury Krajów Skandynawskich, przekształcony w 1981 r. w Katedrę Skandynawistyki. Kierował tymi jednostkami organizacyjnymi w latach 1972 – 1981 i 1983–1990. W 1996 r. przeszedł na emeryturę, a w 2005 r. podjął ponownie pracę na stanowisku profesora zwyczajnego w Szkole Wyższej Psychologii Społecznej w Warszawie.
Jest żonaty od 1957 i ma pięcioro dzieci oraz ośmioro wnucząt.

## Dorobek naukowy
Jest autorem około 150 publikacji i 8 książek, m.in. takich, jak:
- Zbliżenia skandynawsko-polskie
- Szkice o kontaktach kulturalnych w XIX i XX wieku (1972),
- Skandynawia w oczach Polaków (1974),
- Dziennik skandynawski (1977),
- Od Fredry do Różewicza. Dramat i teatr polski w Szwecji w latach 1835-1976 (1986),
- Historia literatury szwedzkiej (1990),
- Słownik pisarzy skandynawskich (1991 – redakcja i współautorstwo).

W latach 1978–1991 był przewodniczącym komitetu redakcyjnego zeszytów naukowych Uniwersytetu Gdańskiego Studia Scandinavica, od 1981 r. jest członkiem komitetu redakcyjnego czasopisma naukowego Scandinavica. An International Journal of Scandinavian Studies (Norwich, Wielka Brytania), a od 2001 r. rady naukowej czasopisma Kwartalnik Neofilologiczny (Warszawa).
Jest członkiem szeregu organizacji i towarzystw naukowych m.in. Gdańskiego Towarzystwa Naukowego (od 1968 r.), International Association for Scandinavian Studies (od 1973 r.), Komitetu Nauk o Literaturze Polskiej Akademii Nauk (1986-90), Komitetu Neofilologicznego PAN (1990-99), Instytutu Polsko-Skandynawskiego w Kopenhadze (od 1991 r.), Stowarzyszenia Pisarzy Polskich (od 1991 r.).
W latach 1995–2007 był przewodniczącym jury międzynarodowej Nagrody im. Stanisława Sawickiego.

## Nagrody i odznaczenia
- Doktorat honoris causa filozofii – nadany w 1988 r. przez Uniwersytet w Umeå
- Krzyż Kawalerski Orderu Gwiazdy Polarnej – nadany w 1985 r. przez króla Szwecji Karola XVI Gustawa
- Krzyż Kawalerski Orderu Polonia Restituta – nadany w 1995 r. przez prezydenta RP, Lecha Wałęsę
- Medal uniwersytetu w Greifswaldzie (Niemcy – 1980)
- Medal Uniwersytetu Gdańskiego (1988 i 1995).
- Medal Pro Meritis Instytutu Polsko-Skandynawskiego, Kopenhaga, 2004